# گروه ورزشی شاوش
گروه ورزشی شاوش (به پرتغالی: Grupo Desportivo de Chaves) که بیشتر با نام شاوش شناخته می‌شود (تلفظ پرتغالی:[ˈʃavɨʃ] ())، یک باشگاه فوتبال در شهر شاوش کشور پرتغال است که در حال حاضر در سطح دوم از لیگ‌های فوتبال پرتغال رقابت می‌کند. این باشگاه در سال ۱۹۴۹ تاسیس شد و بازی‌های خانگی خود را در ورزشگاه شهرداری شاوش برگزار می‌کند.
لباس آنها در بازی‌های خانگی قرمز و آبی همراه با شورت و جوراب آبی است و رنگ سفید برای لباس‌های این تیم در بازی‌های خارج از خانه استفاده می‌شود. شاوش ۱۳ فصل حضور در دسته برتر فوتبال پرتغال را در کارنامه دارد و در بهترین عملکرد خود در این دسته در جایگاه پنجم جدول فصل ۹۰–۱۹۸۹ قرار گرفت. در پی آن به رقابت‌های جام یوفا راه پیدا کردند و در دور اول یونیورسیتاتیا کرایووا رومانی را شکست دادند و در مرحله بعد نتیجه را به بوداپست هونود از مجارستان واگذار کردند.